# Logan Thunder
Le Logan Thunder sono una società cestistica avente sede a Logan, in Australia. Fondate nel 2008, hanno giocato nella WNBL prima di scigliorsi nel 2014.
Disputavano le partite interne al Logan Metro Sports Centre.